# Jean Bruno Assier de Montrose
Pour l’article ayant un titre homophone, voir Assier (homonymie).
Jean Bruno Assier de Montrose, né vers le 23 septembre 1737 à Rivière-Salée (Martinique) et décédé le 11 juillet 1804 à Le Lorrain (Martinique), est un officier de milice des Antilles françaises commandant le corps des volontaires libres de la Martinique lors de la guerre d'indépendance des États-Unis.

## Biographie

### Famille et origines
Jean Bruno Assier de Montrose est issu de la famille Assier de Pompignan. Il s'agit d'une famille de notaires et de propriétaires terriens originaire du diocèse d'Albi, établie ensuite à Montpellier puis à la Martinique. Sa filiation remonte au XVIe siècle.Né vers le 23 septembre 1737 à Rivière-Salée (Martinique), il est fils de Jean Assier, célèbre colon de la Martinique, anobli par Louis XV.

### Mariage et descendance
Le 2 juillet 1765, il épouse Victoire de Leyritz (1742-1822), dernière fille de Michel (de) Leyritz, capitaine de cavalerie au quartier de la Basse-Pointe (Martinique) et conseiller secrétaire du roi, d'où huit enfants:
- Jean Charles Assier de Montrose (1766-1840), avocat et membre du Conseil souverain de Martinique, marié à Marie Claude Marraud de Sigalony (1768-1857);
- Victoire Assier de Montrose (1768-1840);
- Pierre Jean Assier de Pompignan (1770-1832), capitaine d'infanterie, marié à Sophie Fortier (1781-1866), ancêtre de la famille subsistante;
- Ferreol Guillaume Assier de Montferrier(1772-1829), officier au régiment Viennois comme son frère Pierre Jean, chevalier de St Louis, marié à Marie-Elisabeth de Pellegars-Malhortie (1772-1832);
- Rose Assier de Montrose (1775-1850), mariée à Laurent Reynal de Saint-Michel (1772-1816);
- Louis Assier de Montrose (1778-1850);
- Joséphine Assier de Montrose (1782-1861), mariée à Jean Noël de Gentile (1763-1845);
- Victoire Assier de Montrose (1785-1865), mariée à François Prix Fortier (1776-1840).

### Carrière
Aide-major de milices à Basse-Pointe (1er janvier 1756), il devient capitaine en second de la compagnie de cavalerie (18 janvier 1760). Commandant un détachement de volontaires au combat du Morne Garnier en 1759, il est fait prisonnier par les Anglais au cours du siège de la Martinique. Promu major des milices du quartier de la Basse-Pointe (1er juin 1765), il est capitaine confirmé le 15 avril 1776. Il est lieutenant-colonel d'infanterie et commande le corps des volontaires libres de la Martinique le 1er décembre 1782. En 1801, il commande le bataillon de la Basse-Pointe. Il est également à la tête des milices de Capesterre. Décoré de la croix de chevalier de l'ordre royal et militaire de Saint-Louis, il achève sa carrière militaire comme colonel des milices.

### Décès
Jean Bruno Assier de Montrose décède le 11 juillet 1804 à Le Lorrain (Martinique).